# ألفرد كيلي
ألفرد كيلي هو شخصية أعمال وسياسي أمريكي، ولد في 1789 في ميدلفيلد في الولايات المتحدة، وتوفي في 1859 في كولومبوس في الولايات المتحدة. انتخب عضو مجلس نواب أوهايو ‏.